# Jason Cain
Jason Edward Cain (* 31. März 1985 in Philadelphia, Pennsylvania) ist ein ehemaliger US-amerikanischer Basketballspieler.
Er kam in der deutschen Basketball-Bundesliga, in der er für Braunschweig, Bremerhaven und Bayreuth spielte, auf insgesamt 208 Einsätze. Im weiteren Verlauf seiner Zeit als Berufsbasketballspieler stand Cain in Angola, Chile und Spanien unter Vertrag.

## Karriere
Cain spielte während seines Studiums für die Cavaliers der University of Virginia in der Atlantic Coast Conference (ACC) der NCAA Division I. In seinem Abschlussjahr 2007 konnten sich die Cavaliers erstmals nach sechs Jahren wieder für die landesweite Endrunde qualifizieren, wo man in der zweiten Runde ausschied. Cain, der während seiner Studienzeit unter anderem auch ein Mannschaftskamerad des später ebenfalls in der Bundesliga spielenden Elton Brown war, hatte persönlich eher durchschnittliche Statistiken im College, setzte seine Karriere nach Studienende trotzdem als Profi fort.
Im Oktober 2007 erhielt er kurz vor dem Auftakt der Saison 2007/08 einen vorerst für drei Monate geltenden Vertrag bei den NewYorker Phantoms Braunschweig in Deutschland, die einen Ersatz für den verletzten Peter Fehse brauchten. Nach anfänglichen sportlichen Schwierigkeiten steigerte er sich bereits in seinem ersten Braunschweiger Jahr und setzte seine Stärken (Beweglichkeit, Schnelligkeit, Schnellkraft, Sprungkraft) zunehmend wirkungsvoll ein. Cain blieb den Niedersachsen in den folgenden vier Jahren treu und wurde insbesondere durch seine kraftvollen Dunkings bekannt. In den ersten zwei Jahren scheiterten die Braunschweiger jedoch an der Qualifikation für die Play-offs um die Deutsche Meisterschaft. 2009 übernahm Sebastian Machowski das Traineramt bei den Braunschweigern und konnte diese zweimal in die Play-offs um die Meisterschaft führen. Unter Trainer Machowski, der dem US-Amerikaner die Anlagen beimaß, auf höchster europäischer Leistungsebene zu spielen, steigerte sich zunächst die Einsatzzeit von Cain. Er verbesserte seine Freiwurfquote deutlich, zudem trat er in seiner letzten und vierten Saison für die Braunschweiger auch als Distanzschütze mit einer quten Dreipunktwurfquote in Erscheinung und machte seine Punkte nicht nur in Korbnähe. Eine seiner besten Leistungen für Braunschweig zeigte der US-Amerikaner, dessen äußerliches Markenzeichen zu dieser Zeit ein Schnurrbart war, Anfang April 2011, als er mit 25 Punkten zum Einzug der Mannschaft ins Endspiel des deutschen Pokalwettbewerbs beitrug.
Nach dem Saisonende 2011 nahm er ein Angebot der Eisbären Bremerhaven für die kommende Saison an und wechselte an die Nordseeküste. Von den Eisbären wechselte er nach einer Saison innerhalb der Liga und unterschrieb einen Vertrag über zwei Jahre bis 2014 bei BBC Bayreuth. Der Vertrag wurde allerdings von Seiten des Vereins nach der Saison 2012/13 aufgelöst. Cain wechselte daraufhin nach Spanien und unterzeichnete für die Spielzeit 2013/2014 einen Vertrag in der LEB Oro beim Zweitligisten Leyma Basquet aus A Coruña. Der Vorjahresaufsteiger erreichte auf dem fünften Platz die vorerst beste Platzierung seiner Vereinsgeschichte, schied aber erneut in der ersten Runde der Play-offs um den Aufstieg in die höchste Spielklasse aus.
Zur folgenden Saison wechselte Cain 2014 nach Angola, das vor allem durch seine Herren-Nationalmannschaft als eine der führenden afrikanischen Nation im Basketball gilt. Mit dem Klub Petro Atlético aus der Hauptstadt Luanda bezwang Cain in der über sieben Spiele andauernden Finalserie 2015 Titelverteidiger CRD Libolo und errang nach vier Jahren Pause die zwölfte Meisterschaft des Vereins. Auch in der folgenden Saison war Cain der beste Rebounder der Liga, doch Titelverteidiger Petro Atlético verlor in der Halbfinalserie um die Meisterschaft 2016 gegen den späteren Titelgewinner Primeiro de Agosto im alles entscheidenden fünften Spiel zuhause nach zwei Verlängerungen.
In der Saison 2016/17 stand Cain in Spanien beim Zweitligisten Marín Ence Peixe Galego unter Vertrag und spielte von Ende November 2017 bis Mitte Februar 2018 erneut in der zweithöchsten spanischen Liga, diesmal für TAU Castello. Anschließend schloss er sich dem chilenischen Verein Colegio Los Leones de Quilpué an, für den er im Frühling 2018 einige Spiele bestritt.